# Earle Spencer
Earle R. Spencer (1925–1973) was een Amerikaanse jazz-trombonist en bigband-leider in de jaren veertig.
Na zijn militaire dienst in de Tweede Wereldoorlog formeerde de trombonist Spencer in Los Angeles in 1946 een bigband die nummers in de stijl van Stan Kenton, Johnny Richards en Boyd Raeburn speelde. De groep speelde op verschillende locaties in Long Beach, Oregon, Texas en Utah en maakte opnames voor Black & White Records. Hij was met zijn orkest actief tot oktober 1949, toen hij er waarschijnlijk om gezondheidsredenen (hartgeruis), de moeilijke economische omstandigheden voor een bigband en het einde van Black & White Records een punt achter zette. Musici die van zijn groep deel hebben uitgemaakt waren onder meer Al Killian, Tommy Pederson, Lucky Thompson, Buddy Childers en Art Pepper.

## Discografie
- Almost Forgotten Pioneer of Big Band Jazz, Essential Media Group, 2012

- Bibliothèque nationale de France: cb142291556 (data)
- Library of Congress Control Number: no98004816
- Virtual International Authority File: 11916563
- WorldCat: E39PBJhXcmX9tDxV6jFYhKBVmd